# Troubled Asset Relief Program
El Troubled Asset Relief Program o Programa de Alivio de Activos Problemáticos, comúnmente conocido como TARP, o PCR, es un programa del gobierno de Estados Unidos para comprar activos y acciones de instituciones financieras para fortalecer su sector financiero, y que fue firmado como ley por el presidente George W. Bush el 3 de octubre de 2008. Es el componente más importante de las medidas del gobierno en 2008 para hacer frente a la crisis de las hipotecas subprime.
Originalmente se esperaba que costara al gobierno de EE. UU. unos US$356 000 millones, pero según las estimaciones más recientes del costo, al 30 de septiembre de 2010, se ha reducido el monto alrededor de US$50 000 millones. Esta cifra es significativamente menor que el costo a los contribuyentes de la crisis de ahorros y préstamos a finales de 1980. El costo de esa crisis ascendió al 3,2% del PIB, durante la era Reagan/Bush, mientras que el porcentaje del PIB que representa el costo de la crisis de 2008 se estima en menos del 1%. Si bien se temía una vez que el gobierno estaría sosteniendo empresas como General Motors (GM), American International Group (AIG) y Citigroup durante varios años, estas empresas se han estado preparando para comprar de vuelta la participación del Tesoro y salir del TARP al cabo de un año.
De los US$245 000 millones invertidos en bancos de EE. UU., más de US$169 000 millones han sido pagados, incluyendo US$13 700 millones en dividendos, intereses y otros ingresos, junto con US$4000 millones en ingresos en abril de 2010. AIG se considera en vías de pagar US$51 000 millones de la privatización de dos unidades y otros US$32 000 millones en valores. En marzo de 2010, GM pago más de US$2000 millones a los gobiernos de EE. UU. y Canadá, y el 21 de abril GM anunció que la parte del préstamo total de las inversiones de los gobiernos de EE. UU. y Canadá se habían pagado en su totalidad, con intereses, para un total de US$8100 millones. Este fue sin embargo objeto de disputa, porque se alegó que el fabricante de automóviles simplemente revolvió los fondos federales de rescate para pagar a los contribuyentes.[cita requerida]

## Propósito
TARP permite al Departamento del Tesoro de los Estados Unidos comprar o garantizar hasta US$700 000 millones de "activos problemáticos", definidos como "(A) hipotecas residenciales o comerciales y cualquier valor, obligaciones u otros instrumentos que se basan en o se relacionan con tales hipotecas, que en cada caso se originó o se emitió en o antes del 14 de marzo 2008, la compra de los cuales el Secretario determine promueva la estabilidad del mercado financiero, y (B) cualquier otro instrumento financiero que el Secretario, con previa consulta con el Presidente de la Junta de Gobernadores del Sistema de la Reserva Federal, determine la compra del cual sea necesaria para promover la estabilidad del mercado financiero, pero solo en transmisión de dicha determinación, por escrito, a los comités apropiados del Congreso."

## Gastos y compromisos
Hasta el 9 de febrero de 2009, US$388 000 millones habían sido asignados, y US$296 000 millones gastados, según el Committee for a Responsible Federal Budget. Entre el dinero comprometido, incluye:
- US$250 000 millones para comprar acciones de los bancos de capital a través del programa Capital Purchase (US$195 000 millones gastados);
- US$40 000 millones para comprar acciones preferentes de American International Group (AIG), entonces, entre las 10 mejores empresas de EE. UU., a través del programa Systemically Significant Failing Institutions (US$40 000 millones gastados);
- US$20 000 millones para respaldar las pérdidas en las que el Banco de la Reserva Federal de Nueva York podría incurrir dentro del Term Asset-Backed Securities Loan Facility (no utilizado);
- US$40 000 millones en compras de acciones de Citigroup y Bank of America (US$20 000 millones cada uno) a través del programa Targeted Investment (US$40 000 millones gastados)
- US$12 500 millones en garantías de préstamos para Citigroup (US$5000 millones) y Bank of America (US$7500 millones) a través del programa Asset Guarantee (no utilizado);
- US$25 000 millones en préstamos a los fabricantes de automóviles y sus brazos financieros a través del programa Automotive Industry Financing (US$21 000 millones gastados)